# 天満敦子
天満 敦子（てんま あつこ、1955年（昭和30年）7月18日 - ）は日本のヴァイオリニストである。現在東邦音楽大学大学院教授を務める。

## 人物・来歴
東京都生まれ。
6歳からヴァイオリンを始める。
小学6年生の時にNHK教育テレビの『バイオリンのおけいこ』に出演し、講師の江藤俊哉に素質を認められ、本格的に音楽を志す。
東京芸術大学および同大学院を修了。
大学在学中の1974年（昭和49年）、第43回日本音楽コンクールヴァイオリン部門で1位に輝く。
1975年（昭和50年）にはロン＝ティボー国際コンクールで特別銀賞等を受賞。
海野義雄、レオニード・コーガン、ヘルマン・クレバースらに師事した。
1992年（平成4年）に文化使節としてルーマニアを訪問し、ルーマニアの文化大臣から「ダヴィッド・オイストラフに並ぶヴァイオリニスト」と絶賛される。この縁がもとで、1993年（平成5年）にルーマニア出身の薄幸の作曲家チプリアン・ポルムベスクの遺作「望郷のバラード」の楽譜を托される。哀愁を帯びた美しい旋律に魅せられて日本人として初演すると（曲自体の初演はルーマニアの女流ヴァイオリニスト、シルヴィア・マルコヴィッチにより、1980年（昭和55年）5月10日、NHK教育テレビの午後7時30分からのコンサートで行われた）それが評判となり、1993年発売のアルバム『望郷のバラード』はクラシックとしては異例の5万枚を超える大ヒットとなった。「望郷のバラード」は代名詞のような存在になっている。東欧革命前夜のルーマニアを舞台に、この曲をめぐる謎とヴァイオリニストの恋愛を描いた髙樹のぶ子の小説『百年の預言』のヒロインは、天満をモデルとしている。
『望郷のバラード』のほかにも、これまでに数多くのCDを制作しており、1993年（平成5年）発売のアルバム『現代日本のヴァイオリン音楽・抄』は同年度の第9回文化庁芸術作品賞を受賞した。また2005年（平成17年）発売のアルバム『ねむの木の子守歌』は同年の第47回日本レコード大賞の企画賞を受賞した。
使用楽器はストラディバリウス、弓はウジェーヌ・イザイの遺品を愛用している。
晩年の丸山真男の前でしばしば演奏をしており、クラシック音楽の研究家でもあった丸山からは絶賛を受けていた。
ジャーナリストの江川紹子と親交がある。
小林亜星が天満の熱烈なファンとして知られている。もともと大の演歌好きでもあった天満は小林と意気投合し、ヴァイオリン編曲版の「北の宿から」を含め、これまでに多数のコラボレーションが実現している。2009年（平成19年）5月27日にはデビュー30周年記念盤として、小林とのコラボレーションを集大成したアルバム『ロマンティックをもう一度』が発売された。小林は天満のヴァイオリン演奏を次のように評している。
私は天満さんの演奏を聞く度に、メロディーに生命を与えることのできる、真の天才を見る気がします。天満さんこそ私の思う“ロマンティック”な音楽を表現してくれる人なのです。
1999年（平成11年）長野県上田市の美術館、無言館で戦没画学生の絵に捧げる無伴奏のヴァイオリンコンサート「天満敦子 in 無言館」を開催。以来毎年、2023年（令和5年）9月12日の演奏会まで続いている。
2024年（令和6年）1月21日に長野県茅野市の茅野市民館で、無言館館主の窪島誠一郎の語りとのコラボ「ヴァイオリンと語りの会」を開催。

## ディスコグラフィー

### シングル
| 発売日         | タイトル       | 規格品番 |
| -------------- | -------------- | -------- |
| 1994年11月25日 | 望郷のバラード | ART-100  |

### アルバム
| 発売日         | タイトル                                                    | 規格品番   |
| -------------- | ----------------------------------------------------------- | ---------- |
| 1991年2月25日  | 原博・ヴァイオリン協奏曲                                    | ART-3015   |
| 1993年11月25日 | 現代日本のヴァイオリン音楽・抄                              | ART-3033   |
| 1993年11月25日 | 望郷のバラード                                              | ART-3030   |
| 1995年3月25日  | 間宮芳生ヴァイオリン集                                      | ART-3035   |
| 1996年2月10日  | 天満敦子、菅野美奈 五所川原コンサート 1995                  | ART-101    |
| 1996年11月25日 | シャコンヌ(ヴァイオリン小品集)                              | ART-3040   |
| 1998年12月15日 | 夢のあとに                                                  | ART-3013   |
| 2000年7月25日  | 望郷のバラード(オーケストラ盤)                              | ART-105    |
| 2001年12月10日 | ベートーヴェン:ヴァイオリン・ソナタ集                       | ART-3070   |
| 2003年11月1日  | 望郷のバラード～ベストコレクション～                        | ART-3082   |
| 2003年11月6日  | Balada ＜望郷のバラード＞                                   | KICC-423   |
| 2004年1月21日  | シルクロード浪漫                                            | KICC-448   |
| 2004年11月3日  | バッハ:無伴奏ヴァイオリンのためのソナタとパルティータ(全曲) | KICC-481/2 |
| 2005年4月27日  | ねむの木の子守歌                                            | KICC-530   |
| 2005年10月5日  | 祈り                                                        | KICC-550   |
| 2006年9月6日   | ツィゴイネルワイゼン                                        | KICC-487   |
| 2007年6月27日  | 愛のあいさつ                                                | KICC-660   |
| 2008年9月26日  | 祈りII                                                      | KICC-706   |
| 2009年5月27日  | ロマンティックをもう一度～Asei meets Atsuko                 | KICC-781/2 |
| 2009年10月21日 | 望郷のバラード～無伴奏ベスト～                              | KICC-806   |
| 2010年11月10日 | フランク&フォーレ:ヴァイオリン・ソナタ                      | KICC-871   |
| 2011年11月23日 | 望郷のバラード ～天満敦子 プレミアム・ベスト                | KICC-966   |
| 2012年5月23日  | ふるさとのうた                                              | KICC-1000  |
| 2015年6月24日  | 旅人のうた                                                  | KICC-1150  |
| 2016年8月24日  | 天満敦子 in 無言館                                          | KICC-1275  |

## 著書
- 『望郷のバラード ルーマニア便り…母へ アッチャン、今日も元気です』教育出版センター 1997.6.　CD sizeグローバルブックス のち銀の鈴社ISBN 978-4763263971
- 『わが心の歌 - 望郷のバラード』（文藝春秋、2000年）ISBN 978-4163567105
- 『無伴奏に魅せられて バッハへの手紙』中野雄監修　銀の鈴社,　2004.6.CDサイズの本シリーズISBN 978-4877866716
- 『天使からの手紙 ヴァイオリンで紡ぐ絆』銀の鈴社　2007.11 CDサイズの本シリーズISBN 978-4877866723